# Ermita del Santo Cristo de Miranda

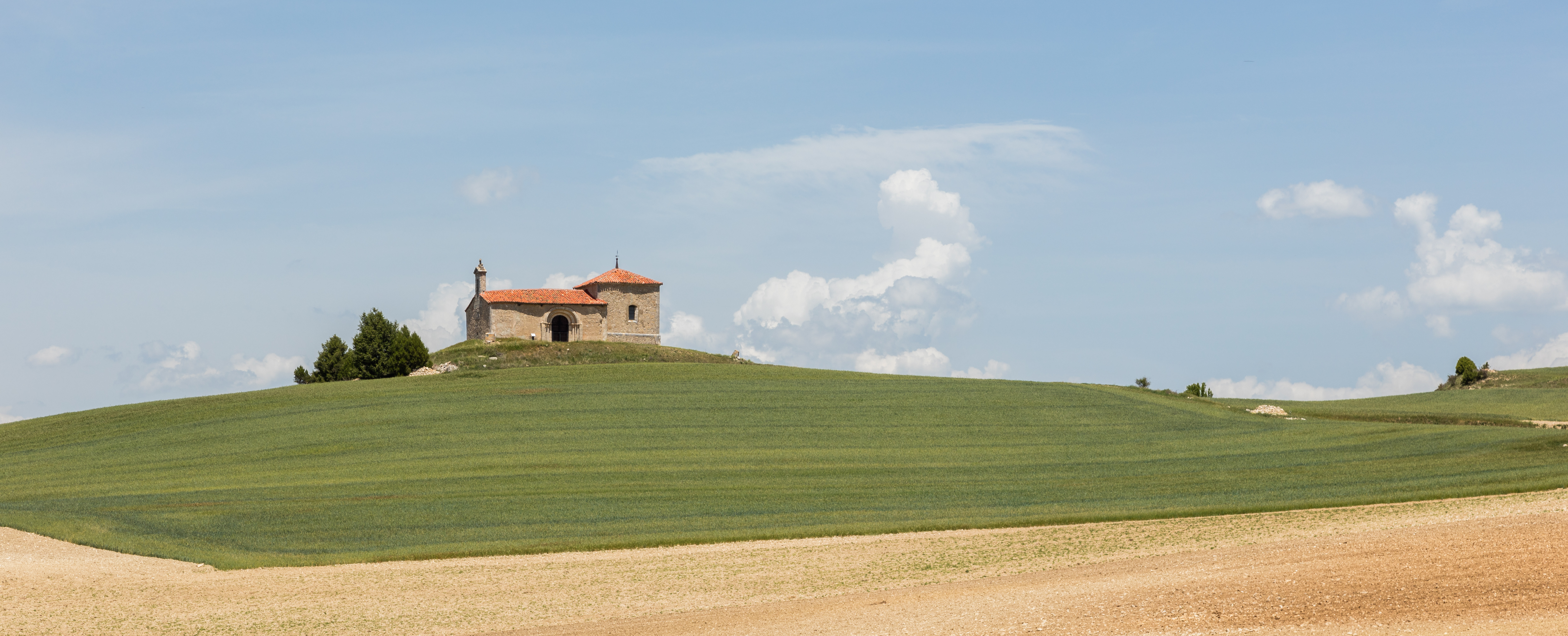
Ermita del Santo Cristo de Miranda.

La ermita del Santo Cristo de Miranda está situada en el municipio de Santa María de las Hoyas (Provincia de Soria, España).
La ermita se encuentra en el lugar donde estaba asentado el poblado de Miranda, del que sólo se conserva la portada de la ermita, que es del siglo XIII. El resto de la ermita fue construida en el siglo XVIII.
Destacan las arquivoltas con ornamentación vegetal y ajedrezado. Los capiteles se encuentran muy deteriorados, pero aun así se puede observar dos gladiadores dándose la mano tras el combate y animales mitológicos (arpías, grifos,...).
Dentro de la ermita se encuentra una talla policromada del siglo XIV: El Santo Cristo de Miranda.
- Datos: Q5836636
- Multimedia: Hermitage of Santo Cristo de Miranda / Q5836636